# TANAAKK
TANAAKK（タナーク）は、GAAS（グロース・アズ・ア・サービス）を提供する日本のソフトウェア企業。

## 製品
GAAS(Growth-as-a-Service®︎)
GAAS（ガース）は、TANAAKKが2021年4月に提供開始したパッケージソフトウェアである。ベンチマークを越える投下資本収益率、グロース、オペレーティングレバレッジという3つの資本収益目標の達成をねらいとして、市場調査、予算策定、商品設計、量産化、販売、調達、法律、財務調達に関する包括的なリソースを提供し、汎用基盤を組み合わせることで高成長のSaaS製品を構築する。
GAASはHITSERIES AIインフラストラクチャの各業務モジュールプロダクトで構成される。HITSERIES（ヒットシリーズ）は同社が設計・販売する投資運用インフラストラクチャおよびアプリケーションで、HITSERIES RevOps、HITSERIES CICD、HITSERIES SREなど、無形資産価値向上のための一連のパッケージソフトウェアとInfrastructure as codeで構成される。HITSERIESのサービスは、HITSERIES CAPITALとTANAAKK LAWが、クライアントの財務、法務面をサポートしている。
2021年にはTANAAKKが千代田区より特別賞を受賞、2022年には千代田区長賞を受賞。
TANAAKKは、ImmuniWebとパートナーシップを結んでいる。TANAAKKは2020年から2023年の成長率 +1,672.47% (17.72倍)、年平均成長率 +160.73% (2.60倍)を記録し、Financial Times アジア太平洋 急成長企業2025で国内2位、アジア38位に選出されている。